# Carmen Codoñer Merino
Carmen Codoñer Merino (Valencia, 1936) é uma filóloga e professora universitária espanhola. É doutora em Filologia Latina pela Universidade de Salamanca. Actualmente, está aposentada. 